# Lonchaea paragonica
Lonchaea paragonica är en tvåvingeart som beskrevs av Malloch 1933. Lonchaea paragonica ingår i släktet Lonchaea och familjen stjärtflugor. Inga underarter finns listade i Catalogue of Life.